# ケイオン
ケイオン（ケイヨン、ケーヨンとも。Cayon）はセントクリストファー・ネイビス、セントメアリー・ケイオン教区の町。セントクリストファー島中部の内陸部に位置する。首都バセテールからは直線距離で6キロメートル。人口は1,514人（2015年）。
ウィンザー医学大学、ケイオン高等学校が所在する。